# 가사니시촌
가사니시촌(일본어: 笠西村)은 일본 시즈오카현 야마나군·이와타군에 속했던 촌이다. 현재의 후쿠로이시  동부, 시즈오카 스타디움 에코파 주변에 해당한다.

## 역사
- 1889년 4월 1일 - 정촌제 시행에 의해 야마나군 가사니시촌이 성립하였다.
- 1896년 4월 1일 - 군제 시행에 의해 이와타군 가사니시촌이 되었다.
- 1928년 12월 15일 - 후쿠로이정과 합병해 새로운 후쿠로이정이 성립하여, 동일 가사니시촌은 폐지되었다.

## 경제
상공인은 다카오의 주류 양조 중개인 시오타니 쿠와히라, 설탕-멜리켄 가루 상인 도요타, 철물 상인 도요타, 종이 문구 상인 유구치, 미곡-비료-석유업의 야마시타, 여행자 숙박업의 쿠리야마, 여관 겸 요리업의 오사카, 소금-과자 상인 이토, 해산물-건어물-청과물 상인 야마사키, 주류 판매업의 오치아이 등이 있었다[

## 교통

### 철도
철도성 도카이도 본선 후쿠로이역이 오아자 타카오에 소재한다..

## 참고문헌
- 가도카와 일본 지명 대사전 22 静岡県

## 참고 문헌
- 角川日本地名大辞典編纂委員会,『角川日本地名大辞典 22 静岡県』, 角川書店, 1978年, ISBN 4040012208